# Jean-Yves Charlier
 (décembre 2020).
Si vous disposez d'ouvrages ou d'articles de référence ou si vous connaissez des sites web de qualité traitant du thème abordé ici, merci de compléter l'article en donnant les références utiles à sa vérifiabilité et en les liant à la section « Notes et références ».
Pour les articles homonymes, voir Jean-Yves Charlier et Charlier.
Jean-Yves Charlier, né le 29 novembre 1963 en Belgique, est un chef d'entreprise, PDG de Vimpelcom depuis mars 2015. Il fut DG des activités télécom de Vivendi depuis août 2012, puis PDG de SFR depuis le 5 août 2013.

## Carrière
Jean-Yves Charlier commence sa carrière au groupe Wang dont il prend la vice-présidence en 1995. En 1996, il rejoint le groupe Equant en tant que Président chargé de la division services d'intégration puis de l'ensemble des opérations marketing, commerciales et services du groupe à travers le monde.
En 2002, Jean-Yves Charlier rejoint le groupe BT où il dirige les opérations en Europe ainsi qu'au sein de la division Global Services. En 2004, il est nommé directeur général de Colt Telecom Group, chargé de la restructuration de l'opérateur Télécom européen.
Jean-Yves Charlier rejoint Vivendi comme membre du Conseil de Surveillance en avril 2008, président du comité stratégique et membre du comité d'audit, puis est nommé directeur général des activités Télécoms de Vivendi en août 2012.
Le 5 août 2013, il est nommé Président Directeur Général de SFR. Il est remplacé à ce poste par Éric Denoyer à la tête de SFR à la suite de la fusion avec Numericable, en novembre 2014. 
En mars 2015, Jean-Yves Charlier est nommé à la direction de Vimpelcom, succédant à Jo Lunder.

## Autres fonctions
- Membre du conseil d’administration d’Activision Blizzard
- Directeur général de Promothean (2007-2012), une société spécialisée dans l'e-learning
- Membre du CA de Colt

## voir aussi